# کوادینت
کوادینت (انگلیسی: Quadient) شرکت فناوری اطلاعات فرانسوی است، که در سال ۱۹۲۴ تأسیس شد.